# Pessin
Pessin är en kommun i Landkreis Havelland i förbundslandet Brandenburg i Tyskland.  Kommunen ingår i kommunalförbundet Amt Friesack.